# St. Maria (Kirchnüchel)

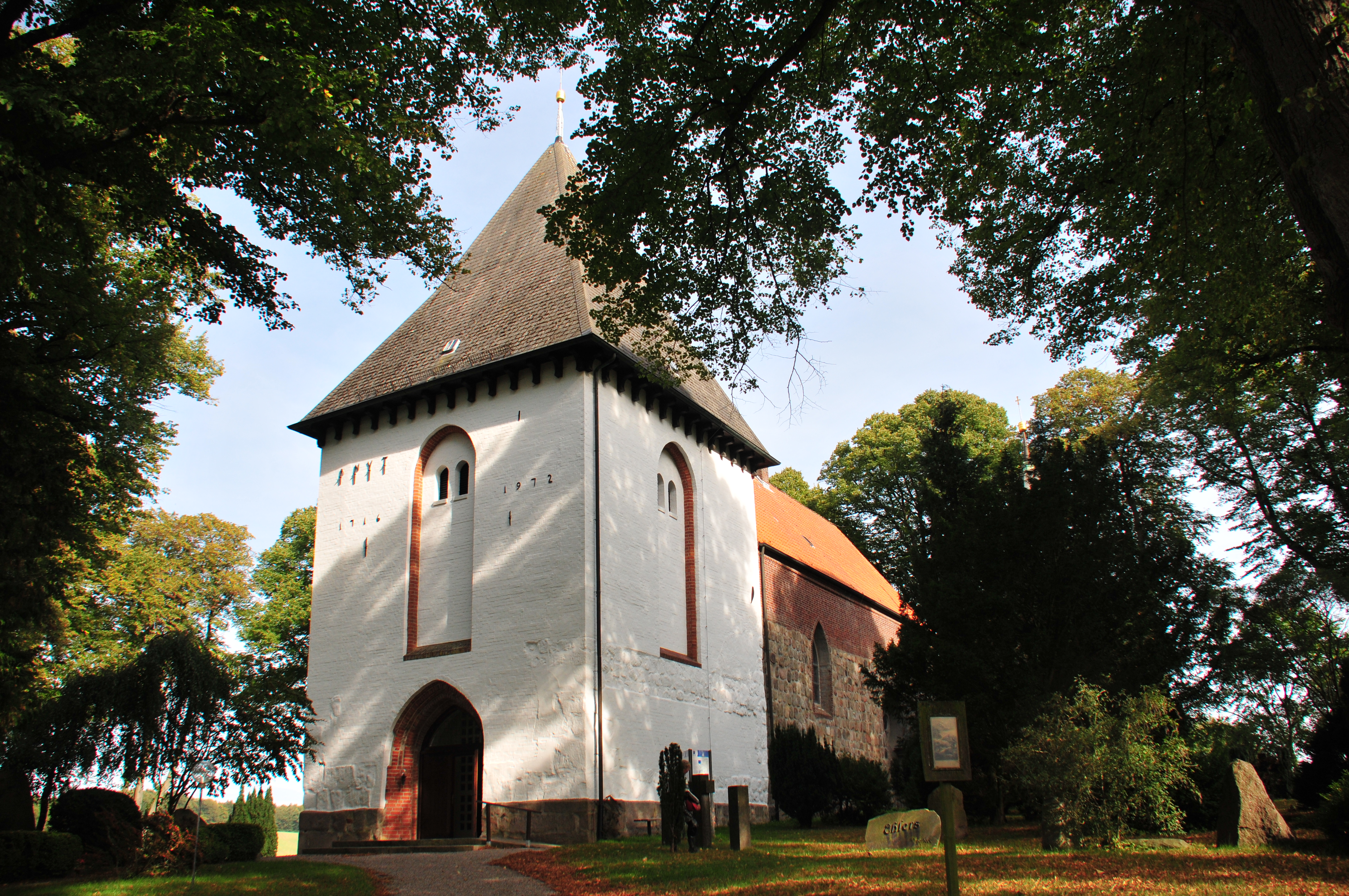
St. Maria (Kirchnüchel)

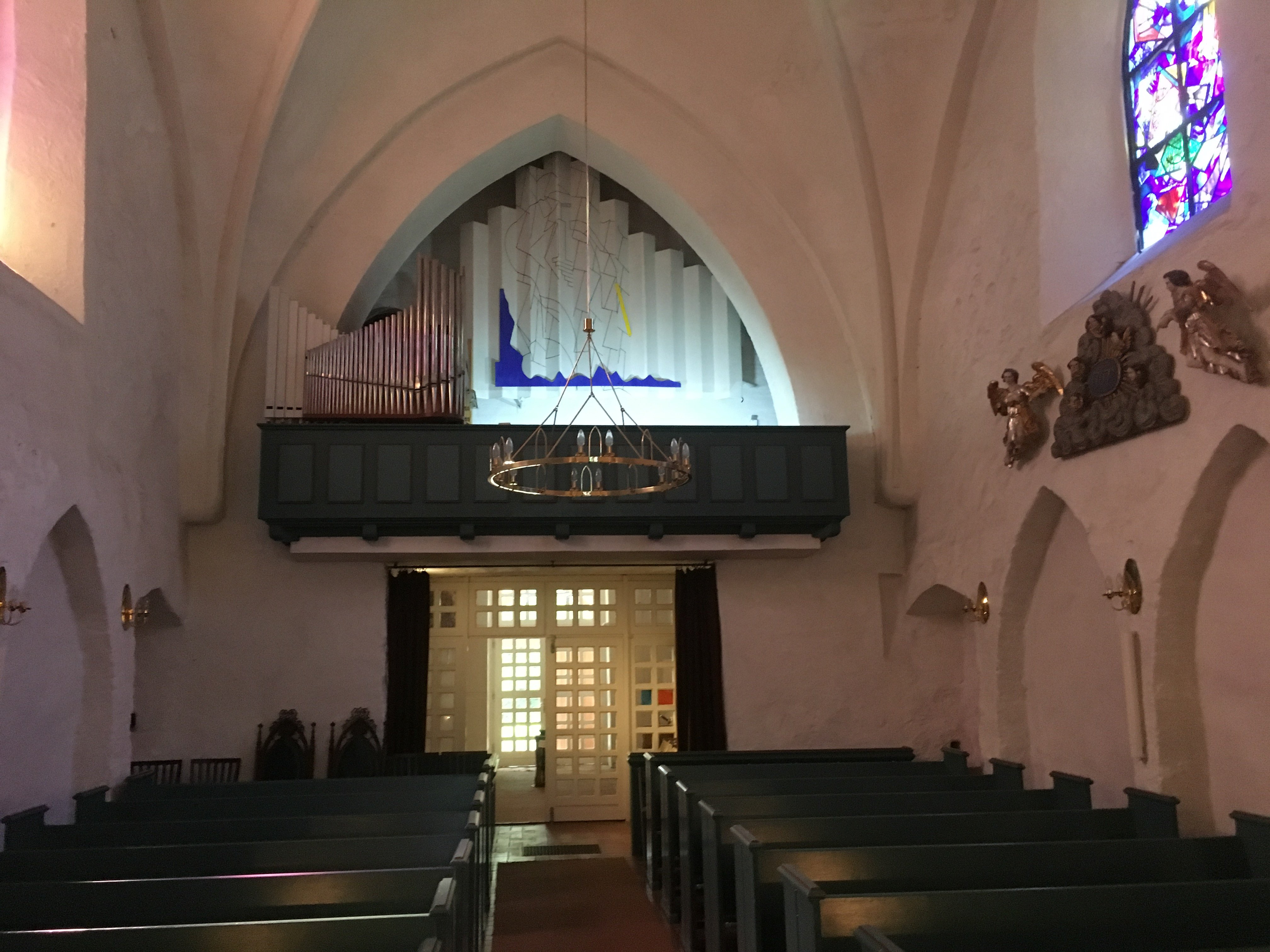
Innenansicht

Die Kirche St. Maria ist ein geschütztes Kulturdenkmal mit der Objekt-ID 2827 im Denkmalschutzgesetz in Kirchnüchel, einer Gemeinde im Kreis Plön in Schleswig-Holstein. Die Kirchengemeinde gehört zum Kirchenkreis Plön-Segeberg der Evangelisch-Lutherischen Kirche in Norddeutschland.

## Beschreibung
Die bis zur Reformation als Wallfahrtskirche dienende Saalkirche wurde im Kern im dritten Viertel des 13. Jahrhunderts erbaut. Sie besteht aus einem aus Feldsteinen errichteten Langhaus, einem gleich breiten Chor im Osten und einem etwas breiteren Kirchturm im Westen. Das Gewölbe wurde 1660 wegen Baufälligkeit entfernt. Gleichzeitig wurden die Wände vom Langhaus und Chor abgesenkt und der Chorbogen beseitigt, so dass ein gemeinsamer Innenraum entstand, der mit einer Flachdecke überspannt wurde. 1964–67 wurde der ursprüngliche Zustand rekonstruiert. Das Gewölbe wurde in Beton ausgeführt.
Zur Kirchenausstattung gehört eine kleine (7 cm hoch) sitzende gotische Madonna aus Elfenbein aus dem frühen 14. Jahrhundert.
Das ehemalige Altarbild, eine Auferstehung (1867, Öl auf Leinwand, Höhe 270 cm, Breite 152 cm) von Carl Oesterley senior befindet sich heute in der Turmhalle.

## Mausoleum
An der Südseite der Kirche befindet sich als quadratischer Anbau das Mausoleum der Grafen Brockdorff auf Kletkamp mit direkter Anbindung ans Kirchenschiff.  Cai Lorenz von Brockdorff (1646–1725) ließ es von 1692 bis 1709 errichten; für die  plastische Ausschmückung gewann er den flämischen, in Dänemark und Lübeck tätigen Bildhauer Thomas Quellinus, der bereits das Grabmal für Brockdorffs Schwiegervater Hans von Schack in Kopenhagen geschaffen hatte.
Der würfelförmige, jetzt verputzte barocke Baukörper mit Eckpilastern, je einem gerahmten und übergiebelten Fenster beziehungsweise Blendfenster in jeder Wand, flachem Zeltdach und offener Laterne mit geschweifter Haube gilt als „bedeutendstes Beispiel seiner Gattung an einer schleswig-holsteinischen Landkirche.“
Quellinus gestaltete das Gruftinnere nach Art von Doppelkapellen mit einer niedrigen, in der Mitte nach oben offenen Kellerzone für die Sandsteinsärge und darüber eine Gedächtnishalle mit Eckpilastern, Muldengewölbe und Stuckdekor. An der Stirnwand (Südwand) befindet sich das Marmorepitaph mit breitem Postament und Inschriftkartusche, dem ovalen Bildnismedaillon Brockdorffs vor einem tuchumhangenen Obelisken, umgeben von einer Chronos-Statue, Putten und Wappenkartuschen sowie zwei weiteren Bildnismedaillons seiner Eltern. Gekrönt wird die geschweifte Rückwand vom Stern des Dannebrogordens und einem Kreuz.

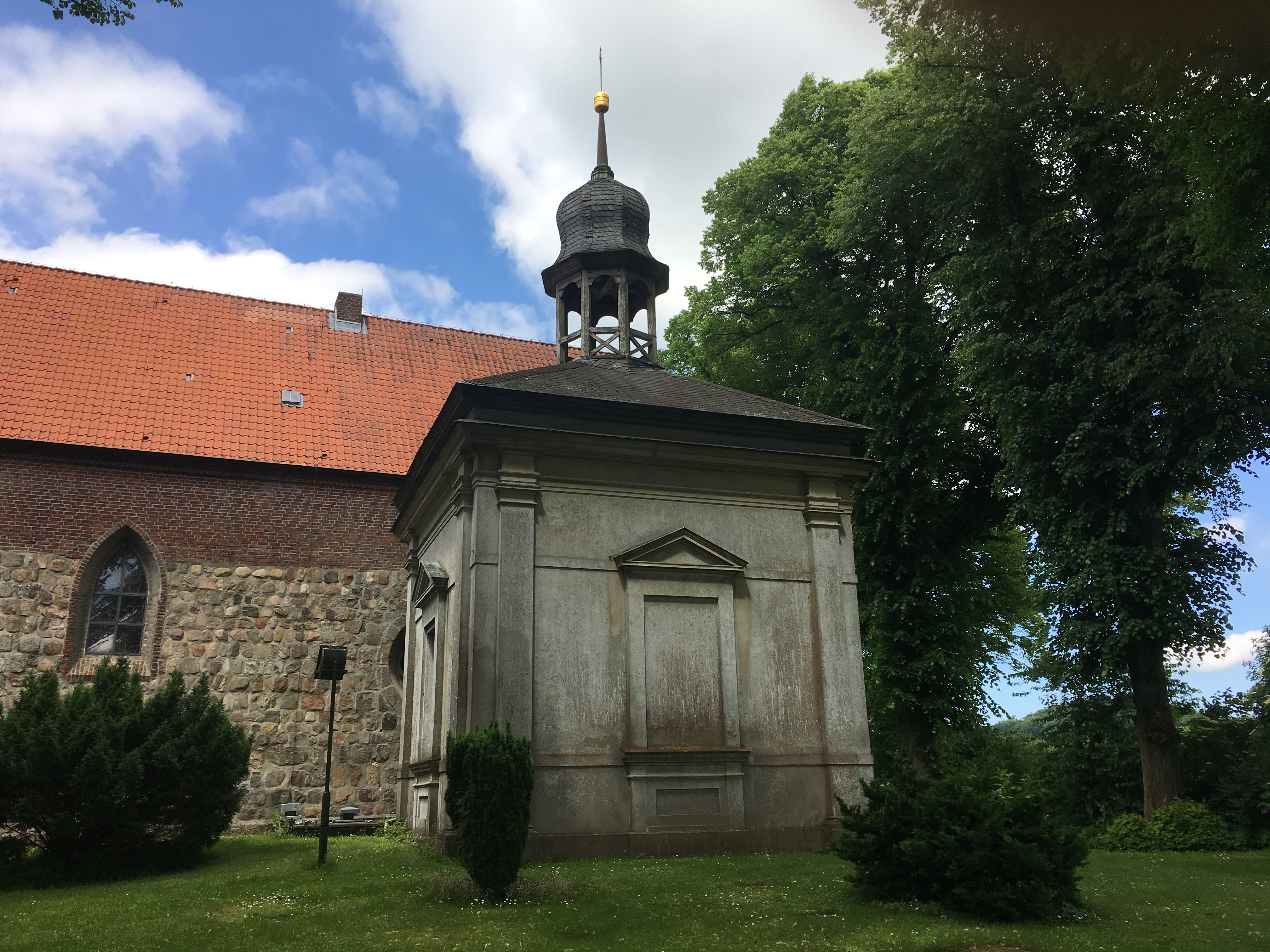
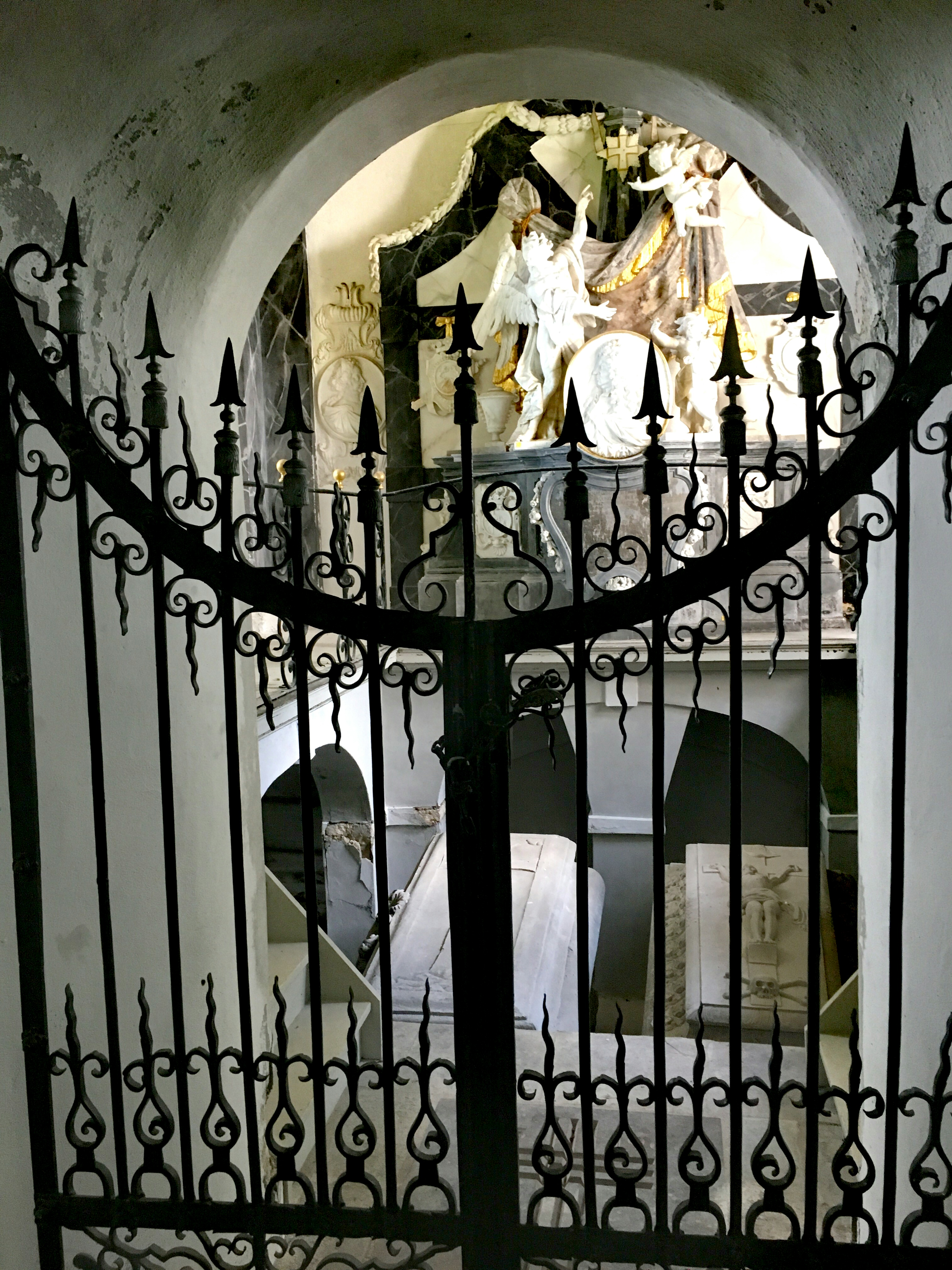
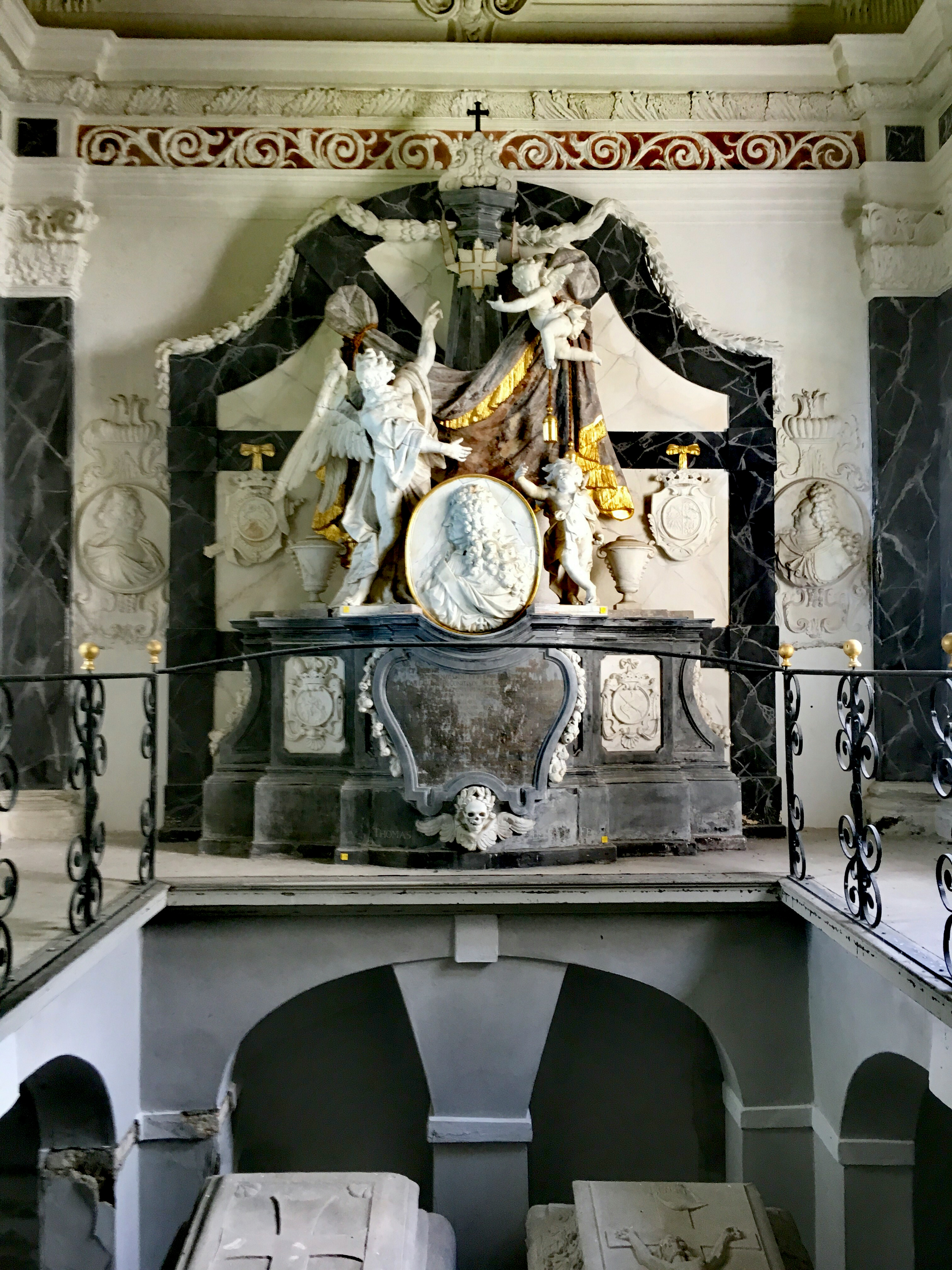